# Mistress of the Dead
Mistress of the Dead ist eine 2004 gegründete Funeral-Doom-Band.

## Geschichte
Das Funeral-Doom-Projekt Mistress of the Dead ist als Ein-Mann-Band des Tschechen Vlad Cristea Vales seit dem Jahr 2004 aktiv. Der Musiker gründete das Projekt, eigenen Angaben zufolge, ausschließlich zu seinem eigenen „Vergnügen“ und der eigenen „spirituellen Entfaltung“ ohne „höhere Ziele“. Dieses Anliegen und die damit einhergehende Verweigerung die Musik oder das Projekt zu bewerben wurde gelegentlich als Mystifizierung des Projektes beurteilt.

„Der tschechische Musiker Vlad Cristea Vales, der hinter MISTRESS OF THE DEAD steckt, ist immer noch darauf bedacht, dieses Solo-Projekt zu mystifizieren. Zum einen macht der Kerl immer noch ein Geheimnis um sich und sein Unternehmen, zum anderen scheint er noch nicht einmal Interesse daran zu haben, MISTRESS OPF THE DEAD [sic!] in irgendeiner Form bekannt zu machen.“

Seit 2004 veröffentlichte das Projekt Mistress of the Dead eine Reihe Alben, Demos und Split-Veröffentlichungen in Kooperation mit Independent-Labeln wie GS Productions, Bubonic Doom, Epidemie Records oder Ruin Productions. Zwischen den Jahren 2008 und 2011 blieben derweil Veröffentlichungen aufgrund einer schweren Erkrankung aus. Zwischen den Jahren 2011 und 2018 blieben erneut Veröffentlichungen aus. Im Jahr 2018 erschienen sodann neben einem weiteren Album, eine EP eine Kompilation sowie ein auf 100 Exemplare limitiertes retrospektives Box-Set mit einem Umfang von 15 CDs über GS Productions.
Trotz der Verweigerung die Musik und das Projekt zu bewerben erreichten Veröffentlichungen wie White Roses, White Coffin aus dem Jahr 2007 eine breite Aufmerksamkeit und konnten international positive Rezensionen verbuchen. Dabei wurde das Album von Kritikern als herausstechende Veröffentlichung und zukünftiger Klassiker des Genres bewertet.

## Stil
Die von Mistress of the Dead gespielte Musik wird dem Funeral Doom zugeordnet. Das Webzine Doom-Metal.com beschreibt die Musik als „geprägt von langen, kalten, ultra-langsamen und brutalen Arrangements mit weinenden Gitarren, langsamen Growls und entfernt-verhallend traurigen Gesangs- und Keyboardeinlagen.“ So sei die Musik „unerbittlich und tragisch“, derweil sich das Projekt inhaltlich mit Themen wie „Verlust und Tod, schwerem Elend und Suizid“ befasse. Als einordnende Vergleichsgrößen werden Genrevertreter wie Until Death Overtakes Me und Worship angeführt.

## Diskografie
- 2004: Warnings from Beyond (Demo, Selbstverlag)
- 2005: Beneath Funeral Flowers (Demo, Selbstverlag)
- 2005: Dying Alone (Demo, Selbstverlag)
- 2005: Martyrium (Demo, Selbstverlag)
- 2005: Sepulchral Grief (Demo, Selbstverlag)
- 2005: The Blackened Cross (Demo, Selbstverlag)
- 2005: The River of Quietest Death (Demo, Selbstverlag)
- 2006: Buried (Album, Epidemie Records)
- 2006: Mistress of the Dead/Quercus (Split-EP mit Quercus, GS Productions)
- 2006: Cryptic (Demo, Epidemie Records)
- 2006: I Know Her Face from the Tombstone (Demo, Ruin Productions)
- 2006: Weeping Silence of the Dead (Album, Ruin Productions)
- 2007: Funeral Within Us (Split-EP mit Funeral of My Soul, Selbstverlag)
- 2007: White Roses, White Coffin (Album, Epidemie Records)
- 2007: Mistress of the Dead (MC-Kompilation, Bubonic Doom)
- 2011: Henriette's Message from the Other Shore (Album, Epidemie Records)
- 2018: Beloveth Forever in My Thoughts (Album, GS Productions)
- 2018: Funeral Within Me (EP, GS Productions)
- 2018: History of Tragedy (Kompilation, GS Productions)
- 2018: Mistress of the Dead (Retrospektives 15-CDs Box-Set, GS Productions)